# 岡崎正孝
岡崎 正孝（おかざき しょうこう、1935年3月8日 - 2022年）は、ペルシア文学者、イラン研究者、大阪外国語大学名誉教授。

## 経歴
福井県出身。1957年京都大学文学部（東洋史学専攻）卒業、1960年同大学大学院東洋史学科修士課程修了。アジア経済研究所、大阪外国語大学助教授、教授、2000年定年退官、名誉教授。

## 著書
- 『基礎ペルシア語』大学書林 1982
- 『ペルシア語基礎1500語』編 大学書林 1982
- 『ペルシア語常用6000語』編 大学書林 1987
- 『カナートイランの地下水路』論創社 1988
- 『やさしいペルシア語読本 イランの歴史』大学書林 1990

### 共編
- 『イラン その国土と市場』根岸富二郎共編 科学新聞社出版局 海外市場調査シリーズ 1981
- 『中東世界 国際関係と民族問題』編 世界思想社 1992

### 翻訳
- ロマン・ギルシュマン『イランの古代文化』岡崎敬、糸賀昌昭共訳 平凡社 1970
- アンK.S.ラムトン『ペルシアの地主と農民 土地保有と地税行政の研究』岩波書店 1976
- J.モーリア『ハジババの冒険』江浦公治、高橋和夫共訳 平凡社東洋文庫 1984
- M.M.アフサン『イスラム教のお祭り』同朋舎出版 シリーズ世界のお祭り 1989

## 論文
- CiNii>岡崎正孝